# 박사가 사랑한 수식
박사가 사랑한 수식(일본어: 博士の愛した数式)은 현대의 일본을 배경으로 한 오가와 요코의 소설이다. 2003년 8월 신초샤에 의해 일본에서 출판되었다. 2009년 스티븐 스나이더의 영어 번역본이 출간되었다.

## 스토리에서 다룬 수학 용어
- 제곱근
- 허수
- 계승
- 친화수
- 소수 (수론)
- 쌍둥이 소수
- 완전수
- 과잉수
- 부족수
- 삼각수
- 메르센 소수
- 자연로그의 밑
- 오일러 공식
- 페르마의 마지막 정리
- 알틴 상수

## 영화화
2006년 1월 21일, 이 소설에 기반한 영화가 개봉되었다. 고이즈미 다카시가 감독을 맡았다.